# Nikolai Stepanovich Gumilyov
Nikolay Stepanovich Gumilyov (tiếng Nga: Николай Степанович Гумилёв) (15/4/1886 – 8/1921) là nhà thơ Nga thế kỉ bạc, người sáng lập trường phái văn học Đỉnh cao.

## Tiểu sử
Nicolai Gumilyov sinh ở Kronstadt, là con trai của bác sĩ Stepan Yakovlevich Gumilev và Anna Ivanovna L'vova. Thuở nhỏ sống ở Hoàng thôn, học ở trường gymnazy do nhà thơ nổi tiếng Innokenty Annensky làm hiệu trưởng. Học xong trường gymnazy, Nicolai Gumilyov học Đại học Saint Petersburg và Đại học Sorbonne. Năm 1902 in bài thơ đầu tiên ở một tờ báo. Năm 1905 tập thơ đầu tiên Con đường của những nhà chinh phục (Путь конквистадоров). Từ năm 1907 đi du lịch sang các nước châu Âu nhiều lần. Năm 1908 in tập thơ Những bông hoa lãng mạn (Романтические цветы).
Năm 1910 Nicolai Gumilyov và Anna Akhmatova làm đám cưới, hai năm sau sinh con trai Lev Gumilyov – sau này là một nhà khoa học nổi tiếng của Nga. Năm 1911 thành lập phái Đỉnh cao (акмеизм) cùng với Anna Akhmatova và Osip Mandelstam. Năm 1912 in tập thơ Bầu trời xứ lạ (Чужое небо). Từ năm 1914 đến 1918 tham gia quân đội. Năm 1918 chia tay với Anna Akhmatova, năm 1919 cưới Anna Engelgardt.
Năm 1921 Nicolai Gumilyov in hai tập thơ lấy cảm hứng từ những chuyến đi châu Phi, cũng trong năm này ông bị bắt do nghi ngờ tham gia vào tổ chức vũ trang Tagantsev và bị xử bắn, nơi xử bắn và phần mộ không rõ.
Nicolai Gumilyov không chỉ là nhà thơ mà ông còn là một nhà thám hiểm châu Phi có tiếng. Ông tham gia các đoàn thám hiểm đông và bắc Phi, mang về cho bảo tàng dân tộc học ở Saint Petersburg nhiều bộ sưu tập có giá trị. Ngoài sáng tác thơ ông còn là một nhà văn với nhiều truyện hay và là một dịch giả xuất sắc.

## Ảnh hưởng văn học của Gumilyov
Nicolai Gumilyov kiên trì tổ chức nhiều nhóm văn học, không được người đương thời đánh giá cao, nhưng đã để lại nhiều kết quả tốt đẹp. Những học trò của ông như Georgy Abramovich, Georgy Ivanov, Vsevolod Rozhdestvensky, Irina Odoyetseva, Nicolai Tikhonov... và nhiều người khác sau này đã trở thành những nhà thơ nổi tiếng. Phái văn học Đỉnh cao đã thu hút những tài năng thi ca xuất sắc đương thời như Anna Akhmatova và Osip Mandelstam. Nicolai Gumilyov có sự ảnh hưởng sâu sắc đến thơ ca hải ngoại của Nga cũng như thơ ca Xô Viết.

## Tác phẩm

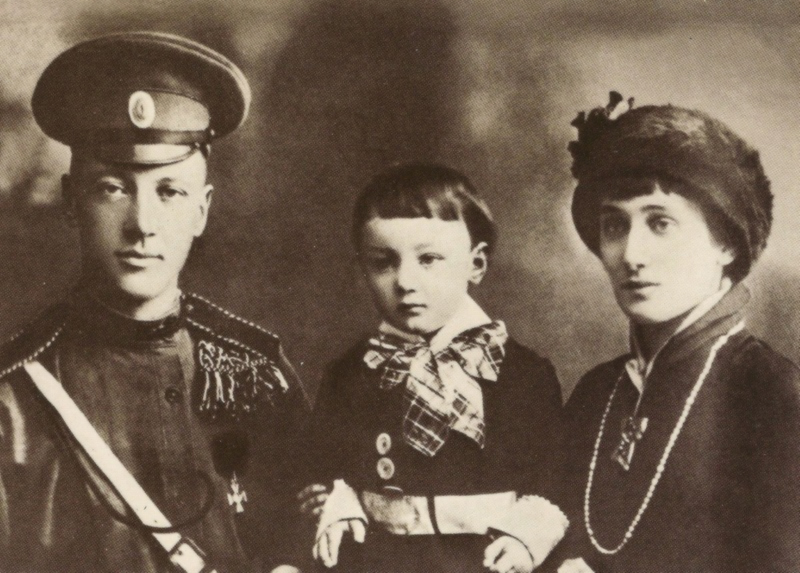
Nikolai Gumilyov cùng vợ và con trai

- Путь конквистадоров (Con đường của những nhà chinh phục, 1905) tập thơ
- Романтические цветы (Những bông hoa lãng mạn, 1908) tập thơ
- Жемчуга (1910)
- Чужое небо (Bầu trời xứ lạ, 1912) tập thơ
- Колчан (1916)
- К Синей звезде (1917)
- Колчан, Четвертая книга стихов, Книгоиздательствово «Петрополис», Берлин (1923).
- Тень пальмы (1922) – tập truyện
- Эмали и камеи (1914) – dịch Théophile Gautier.

## Một vài bài thơ
| Tôi và em Tôi và em không xứng đôi vừa lứa Bởi tôi từ xứ sở khác đến đây Và tôi thích không phải ghi-ta kia Mà giai điệu đàn zu-na hoang dã. Và không phải những xa-lông bóng lộn Những gian phòng, những áo váy màu đen Mà tôi đọc thơ cho những con rồng Những thác nước và những làn mây trắng. Thích như người Ả Rập trong vắng vẻ Áp sát mình vào nước uống nước trong Chứ không như hoàng tử ở trong tranh Nhìn sao trời và đợi điều gì đó. Và chết không trong gối ấm chăn êm Có thầy thuốc cùng với viên chưởng khế Mà trong một khe mương nào hoang dã Chìm đắm trong dày đặc của trường xuân. Để rồi không đi vào chốn thiên đàng Của đạo Tin lành đã từng chọn lựa Mà nơi có kẻ cướp, người thu thuế Và gái làng chơi gào thét: dậy đi anh! Hươu cao cổ Anh nhìn thấy ánh mắt buồn đặc biệt Đôi bàn tay thon đầu gối ôm lên. Hãy nghe này: trên hồ Chad xa xăm Hươu cao cổ thanh tao đang rảo bước. Hươu được trời cho thân hình kiều diễm Ánh mắt thần tiên trang điểm bộ lông Dám sánh cùng chỉ có mỗi ánh trăng Khi nghiêng mình trên mặt hồ nước rộng. Nhìn từ xa như cánh buồm rực rỡ Bước chạy nhẹ nhàng như cánh chim bay Biết bao kỳ diệu trên mặt đất này Buổi hoàng hôn hươu đi vào hang đá. Anh biết chuyện vui của những xứ bí huyền Về cô gái da đen, về ông vua trẻ Nhưng em hít vào màn sương nặng thế Không điều gì ngoài mưa gió em tin. Thì về khu vườn làm sao anh kể được Và mùi hương, và cọ... em khóc chăng? Hãy nghe này: trên hồ Chad xa xăm Hươu cao cổ thanh tao đang rảo bước. Giấc mơ Anh nức nở trong giấc mơ khủng khiếp Và thức giấc với một nỗi buồn thương: Anh mơ thấy em đã yêu người khác Và người này đã xúc phạm đến em. Anh vùng dậy khỏi giường mình và chạy Như kẻ sát nhân khỏi đoạn đầu đài Qua ánh sáng đục mờ anh nhìn thấy Những ngọn đèn như mắt thú đâu đây. Và có lẽ không còn ai như vậy Anh lang thang giống như kẻ không nhà Trong đêm ấy trên những đường phố tối Như theo dòng những dòng suối cạn khô. Và bây giờ đứng trước cửa nhà em Bởi vì anh không còn cách nào khác Mặc dù biết rằng anh không dám bước Không bao giờ anh dám bước vào trong. Người xúc phạm em, anh vẫn biết rằng Đấy chỉ là một giấc mơ khủng khiếp Nhưng dù sao thì anh giờ đang chết Trước cửa sổ nhà kín mít như bưng. Giữa lòng tôi những bông hoa không nở Tôi bị lừa bởi vẻ đẹp qua mau Ngày một ngày hai rồi bỗng nát nhàu Giữa lòng tôi những bông hoa không nở. Và giữa lòng tôi chim chóc không ở Chỉ xù lông rồi trầm giọng u buồn Và sáng ra – một nắm nhỏ bằng lông... Ngay cả chim, giữa lòng tôi không ở. Chỉ có sách được xếp thành tám dãy Những tập sách dày buồn bã lặng im Chúng canh chừng vẻ mỏi mệt ngàn năm Như những chiếc răng xếp thành tám dãy. Người buôn sách cũ bán chúng cho tôi Người này xưa lưng gù và nghèo khó... Ông bán sách sau nghĩa trang nguyền rủa Người buôn sách cũ bán chúng cho tôi. Giác quan thứ sáu Rượu tình yêu trong ta thật tuyệt vời Bánh mì cho ta tự vào lò nướng Và người phụ nữ mà trời ban tặng Lúc trước khổ đau, giờ đến ngọt bùi. Biết làm chi với hoàng hôn tím đỏ Trên bầu trời đang từng phút lạnh dần Đấy là nơi có tĩnh lặng thần tiên Biết làm chi với dòng thơ bất tử? Không hôn ai và không uống, không ăn Khoảnh khắc trôi, không thể nào giữ lại Ta vật vã khóc than, nhưng cứ phải Tất cả đi qua, tất cả đi ngang. Như đứa bé quên trò chơi của mình Để ghé mắt ngó nhìn con gái tắm Chẳng biết gì tình yêu, dù một bận Vẫn bâng khuâng một mong ước kín thầm. Như thuở nào trong khu rừng nguyên sinh Vật bò sát rống lên vì bất lực Khi cảm thấy vẫn hãy còn chưa mọc Trên vai mình đôi cánh của loài chim. Thế kỉ theo nhau, Trời hỡi, đến bao giờ? Dưới dao mổ thiên nhiên và nghệ thuật Linh hồn gào lên, xác thân suy kiệt Và giác quan thứ sáu được sinh ra. Thơ về em Thơ về em, về em, chỉ về em Không một chút gì về anh hết cả! Trong số phận con người tăm tối quá Em là lời kêu gọi tới trời xanh. Con tim yêu thương cao thượng của em Như biểu tượng thời gian trong quá khứ Sự tồn tại mọi giống nòi, tất cả Làm phép thiêng, thần thánh hóa thời gian. Nếu những vì sao sáng và kiêu hãnh Mà quay lưng lại với trái đất này Thì trái đất có hai vì sao sáng Là đôi mắt can đảm của em đây. Và đến một khi thiên thần màu vàng Thổi kèn lên rằng thời gian đã cạn Thì chúng tôi giơ khăn em màu trắng Trước thiên thần để che chở cho em. Tiếng động lặng ngừng trong ống kèn rung Thiên thần đổ xuống từ trên cao đó... Thơ về em, về em, chỉ về em Không một chút gì về anh hết cả! Anh mơ thấy hai chúng mình đã chết Ta nằm đây với ánh mắt yên lòng Cả hai chiếc quan tài đều trắng toát Người ta đặt kề bên. Khi nào ta từng nói rằng: "Quá đủ"? Đã lâu chưa và có y nghĩa gì? Nhưng thật lạ lùng tim không đau khổ Và con tim không khóc, thấy lạ ghê. Và tình cảm bất lực đến lạ lùng Những y nghĩ giá băng trong sáng quá Bờ môi không còn khao khát ước mong Dù bờ môi vẫn tuyệt vời muôn thuở. Thế là hết: hai chúng mình đã chết Ta nằm đây với ánh mắt yên lòng Cả hai chiếc quan tài đều trắng toát Người ta đặt kề bên. Bản dịch của Nguyễn Viết Thắng | Я и Вы Да, я знаю, я вам не пара, Я пришел из иной страны, И мне нравится не гитара, А дикарский напев зурны. Не по залам и по салонам Темным платьям и пиджакам - Я читаю стихи драконам, Водопадам и облакам. Я люблю - как араб в пустыне Припадает к воде и пьет, А не рыцарем на картине, Что на звезды смотрит и ждет. И УМРУ я не на постели, При нотариусе и враче, А в какой-нибудь дикой щели, Утонувшей в густом плюще, Чтоб войти не во всем открытый, Протестантский, прибранный рай, А туда, где разбойник, мытарь И блудница крикнут: вставай! Жираф Сегодня, я вижу, особенно грустен твой взгляд, И руки особенно тонки, колени обняв. Послушай: далеко, далеко, на озере Чад Изысканный бродит жираф. Ему грациозная стройность и нега дана, И шкуру его украшает волшебный узор, С которым равняться осмелится только луна, Дробясь и качаясь на влаге широких озер. Вдали он подобен цветным парусам корабля, И бег его плавен, как радостный птичий полет. Я знаю, что много чудесного видит земля, Когда на закате он прячется в мраморный грот. Я знаю веселые сказки таинственных стран Про черную деву, про страсть молодого вождя, Но ты слишком долго вдыхала тяжелый туман, Ты верить не хочешь во что-нибудь, кроме дождя. И как я тебе расскажу про тропический сад, Про стройные пальмы, про запах немыслимых трав... - Ты плачешь? Послушай... далеко, на озере Чад Изысканный бродит жираф. Сон Застонал я от сна дурного И проснулся, тяжко скорбя; Снилось мне - ты любишь другого, И что он обидел тебя. Я бежал от моей постели, Как убийца от плахи своей, И смотрел, как тускло блестели Фонари глазами зверей. Ах, наверно таким бездомным Не блуждал ни один человек В эту ночь по улицам темным, Как по руслам высохших рек. Вот стою перед дверью твоею, Не дано мне иного пути, Хоть и знаю, что не посмею Никогда в эту дверь войти. Он обидел тебя, я знаю, Хоть и было это лишь сном, Но я все-таки умираю Пред твоим закрытым окном. У меня не живут цветы Красотой их на миг я обманут, Постоят день, другой, и завянут, У меня не живут цветы. Да и птицы здесь не живут, Только хохлятся скорбно и глухо, А на утро - комочек из пуха... Даже птицы здесь не живут. Только книги в восемь рядов, Молчаливые, грузные томы, Сторожат вековые истомы, Словно зубы в восемь рядов. Мне продавший их букинист, Помню, был и горбатым, и нищим... ... Торговал за проклятым кладбищем Мне продавший их букинист. Шестое чувство Прекрасно в нас влюбленное вино И добрый хлеб, что в печь для нас садится, И женщина, которою дано, Сперва измучившись, нам насладиться. Но что нам делать с розовой зарей Над холодеющими небесами, Где тишина и неземной покой, Что делать нам с бессмертными стихами? Ни съесть, ни выпить, ни поцеловать. Мгновение бежит неудержимо, И мы ломаем руки, но опять Осуждены идти всё мимо, мимо. Как мальчик, игры позабыв свои, Следит порой за девичьим купаньем И, ничего не зная о любви, Все ж мучится таинственным желаньем; Как некогда в разросшихся хвощах Ревела от сознания бессилья Тварь скользкая, почуя на плечах Еще не появившиеся крылья; Так век за веком - скоро ли, Господь? - Под скальпелем природы и искусства Кричит наш дух, изнемогает плоть, Рождая орган для шестого чувства. О тебе О тебе, о тебе, о тебе, Ничего, ничего обо мне! В человеческой, темной судьбе Ты - крылатый призыв к вышине. Благородное сердце твое - Словно герб отошедших времен. Освящается им бытие Всех земных, всех бескрылых племен. Если звезды, ясны и горды, Отвернутся от нашей земли, У нее есть две лучших звезды: Это - смелые очи твои. И когда золотой серафим Протрубит, что исполнился срок, Мы поднимем тогда перед ним, Как защиту, твой белый платок. Звук замрет в задрожавшей трубе, Серафим пропадет в вышине... ...О тебе, о тебе, о тебе, Ничего, ничего обо мне! Мне снилось мы умеpли оба Мне снилось: мы умеpли оба, Лежим с успокоенным взглядом, Два белые, белые гpоба Поставлены pядом. Когда мы сказали: "Довольно"? Давно ли, и что это значит? Hо стpанно, что сеpдцу не больно, Что сеpдце не плачет. Бессильные чувства так стpанны, Застывшие мысли так ясны, И губы твои не желанны, Хоть вечно пpекpасны. Свеpшилось: мы умеpли оба, Лежим с успокоенным взглядом, Два белые, белые гpоба Поставлены pядом. |